# المقاتل النهائي 4
المقاتل النهائي 4 (بالإنجليزية: The Ultimate Fighter 4)‏ هي الدفعة الرابعة من المسلسل التلفزيوني الواقعي المقاتل النهائي الذي أنتجته يو إف سي. تم عرضه لأول مرة في 17 أغسطس 2006، وتم بث الحلقة الأخيرة في 11 نوفمبر 2006.